# 李天碧
李天碧（1963年5月—），男，汉族，湖北公安人，中华人民共和国政治人物。现任中华人民共和国交通运输部总工程师兼水运局局长。